# Rydwan z kosami

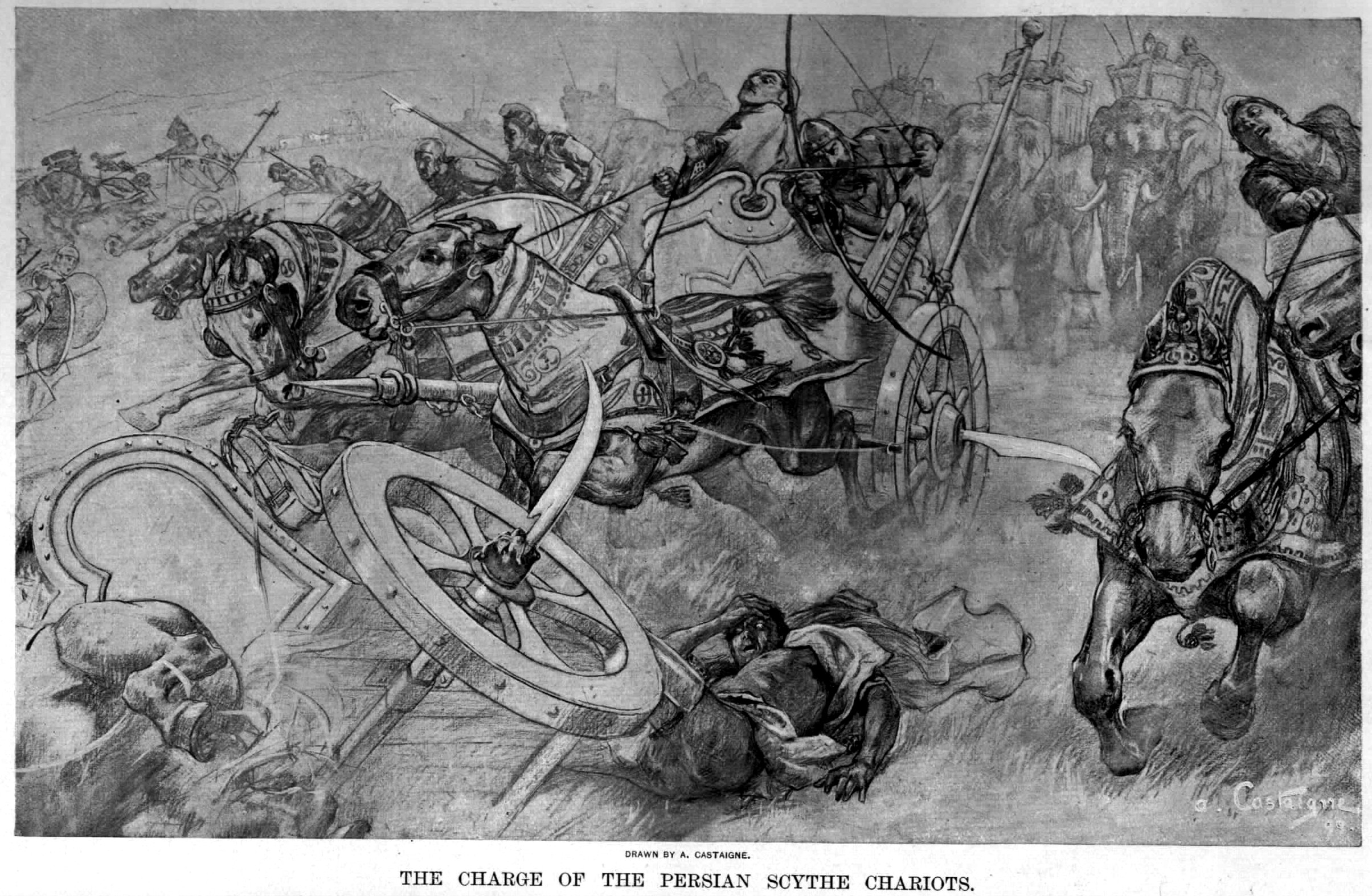
Szarża perskich rydwanów z kosami w bitwie pod Gaugamelą (331 p.n.e.)

Rydwan z kosami – zmodyfikowany rydwan konny, wóz bojowy używany na Wschodzie, z osiami i dyszlem wyposażonymi w zakrzywione ostrza żelazne (kosy bojowe), przeznaczony do szerzenia spustoszenia w nieprzyjacielskich szeregach.

## Geneza
Grecki wódz Ksenofont, uczestnik bitwy pod Kunaksą (401 p.n.e.), wspomina, że już podczas tego starcia Persowie dowodzeni przez satrapę Cyrusa Młodszego wykorzystywali w walce rydwany z kosami. Jeden z historyków twierdzi, że Persowie wprowadzili rydwany z kosami dopiero po wojnach grecko-perskich, w latach 467-458 p.n.e., uwzględniając wcześniejsze doświadczenia w walkach z ciężką piechotą grecką (hoplitami).

## Zastosowanie bojowe

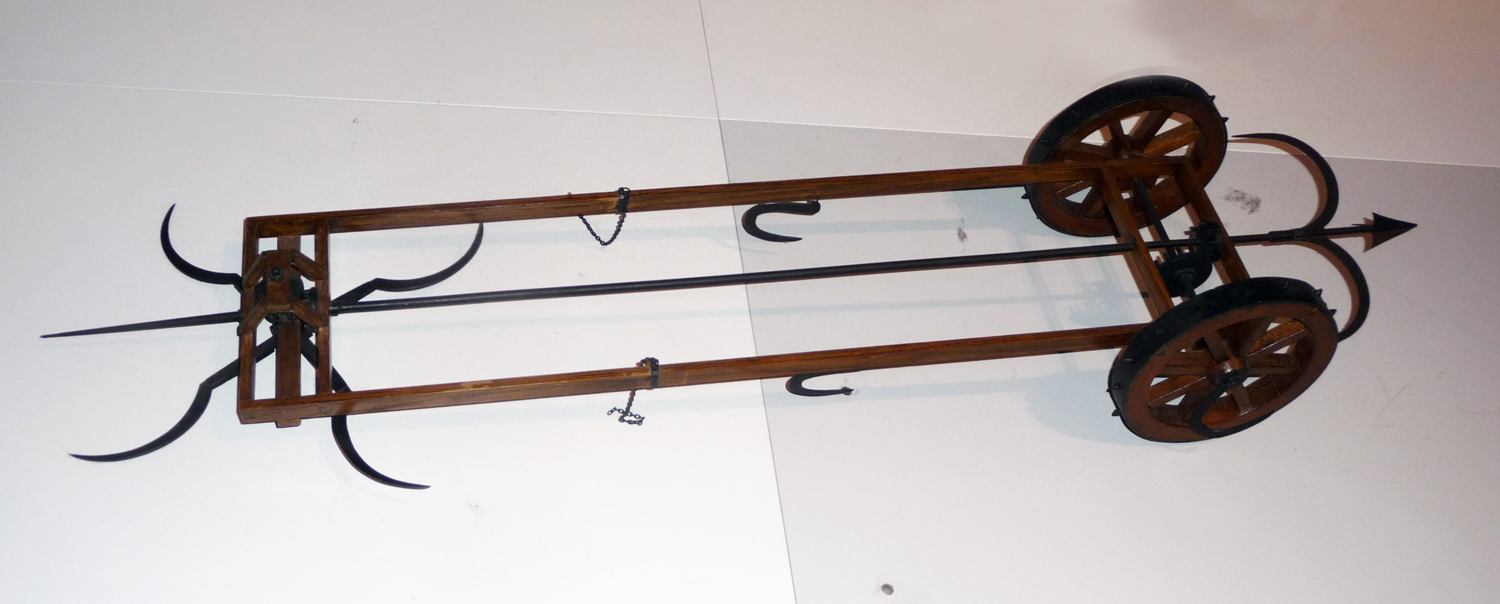
Model rydwanu z kosami pomysłu Leonarda da Vinci (Narodowe Muzeum Nauki i Technologii im. Leonarda da Vinci w Mediolanie)

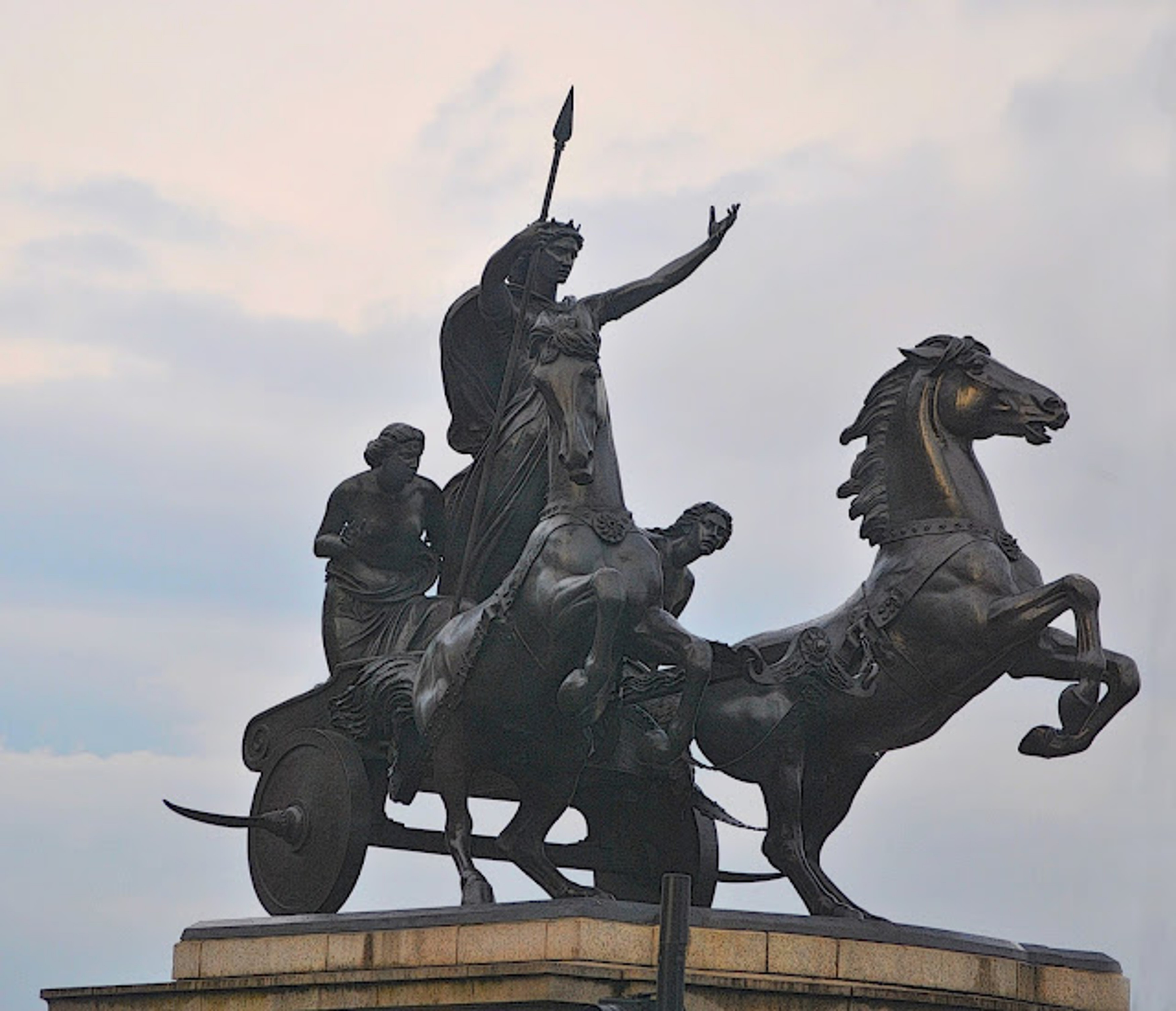
Londyński pomnik królowej Icenów Boudiki z córkami w rydwanie z kosami

Rydwan z kosami, zwykle ciągnięty przez dwa lub cztery konie, składał się najczęściej z woźnicy i dwóch żołnierzy. Wykorzystywano go do przedarcia się przez linie piechoty wroga za pomocą szarży powodując przecięcie szeregów przeciwnika i utworzenie luk w jego liniach, które można było wykorzystać do rozbicia formacji. W tamtym okresie, gdy kawaleria nie była jeszcze tak silna, rydwany z kosami uważano za najskuteczniejszą ofensywną broń do ataku na piechotę, pomimo tego że potrzebowały dużego i płaskiego terenu pola bitwy oraz dużo miejsca do manewrowania. Dodatkowo konie ciągnące rydwan obciążony kosami i żołnierzami z ekwipunkiem, nie galopowały zbyt szybko stając się łatwiejszym celem dla przeciwnika, który zasypywał je pociskami. Wierzchowce padały martwe w uprzężach, pociągając za sobą rydwany które koziołkowały, wyrzucając załogi w powietrze, a te konie które doznawały ran zbaczały z kursu, wpadały na sąsiednie rydwany i wywracały je. Zdarzało się także że konie wpadały w panikę i pędziły z powrotem w stronę swoich linii, tratując żołnierzy. 
Rydwan z kosami szybko okazał się bronią o ograniczonych zaletach taktycznych bo dobrze wyszkolona armia rozchodziła się, gdy rydwan się zbliżał, tworząc przestrzenie, przez które przejeżdżał, a następnie szybko zamykała się w zwartej formacji za sobą, pozwalając rydwanowi przejechać przez szyk bez powodowania wielu ofiar. Następnie otaczano żołnierzy w rydwanach eliminując ich z walki (przykład: persko-macedońska bitwa pod Gaugamelą w 331 p.n.e., w której wzięło udział 200 rydwanów). Dlatego od III wieku p.n.e. rydwan z kosami został wyparty przez kawalerię jako zwrotniejszą i elastyczniejszą. 

Według pewnych źródeł historycznych rydwany z kosami w szczególnych przypadkach były używane również przez Greków i Rzymian. Tytus Liwiusz dokładniej opisał budowę takiego wozu określanego jako currus falcatus: 

Wozy te były, w głównych zarysach, tak uzbrojone, że koło dyszla miały sterczące z przedniej poprzeczki zaprzęgowej dziesięciołokciowe [około 4,5 metra] ostrza niby rogi, żeby mogły przebijać wszystko, cokolwiek by stało na drodze. Z końców zaś tej poprzeczki wystawały po dwie zakrzywione kosy: jedna poziomo na wysokości poprzeczki, druga pod nią skierowana ku ziemi; tamta dla ucinania wszystkiego, co by podeszło pod nią z boku, ta dla dosięgania leżących i czołgających się po ziemi. Również u osi kół przymocowane były z obu stron po dwie kosy w tak samo różnym ułożeniu.